# Bez rozkładu jazdy
Bez rozkładu jazdy (serb.-chorw. Vlak bez voznog reda / Влак без возног реда) – jugosłowiański czarno-biały film dramatyczny z 1959 roku w reżyserii Veljko Bulajicia.

## Opis fabuły
Wiosna, 1946 rok. W Jugosławii rozpoczyna się migracyjny program przesiedleń ludności z niegościnnych krasowych regionów dynarskich na żyzne równiny Slawonii, Baranji, Syrmii i Wojwodiny. Rolniczy kolonizatorzy ciężko adaptują się do nowego stylu życia na zupełnie nowych terenach. Tytułowe pociągi bez rozkładu transportują jugosłowiańskich migrantów przepełnionych smutkiem, mieszanymi uczuciami i demonami przeszłości.
Przesiedleniom poddawani są mieszkańcy całych wiosek. Jedną z nich jest Dolac w centralnej Dalmacji, której mieszkańcom przydzielono tereny i domy w nowej wiosce Baranja Topolovo. Mieszkańcom Dolac przewodzi Lovre – przewodniczący komitetu wioski, który wzdycha do samotnej wdowy; Ike. Wraz z Lovre podróżują jego bracia Duje i Perisa zwany Peso. Wśród przesiedleńców znajduje się też marynarz Nikolic, dla którego, tak samo jak dla Lovre nie jest obojętna Ike. W trakcie podróży Peso zakochuje się w Danie, dziewczynie z sąsiedniej wioski. Nie wie jednak o tym że Dana jest już obiecana sołtysowi Baranji Topolova, dokąd wszyscy zmierzają.

## Obsada
- Olivera Marković jako Ike
- Velimir Bata Živojinović jako Duje
- Zlatibor Stoimirov jako Mirko
- Stole Aranđelović jako Lovre
- Krešimir Zidarić jako Buda
- Nevenka Benković jako matka Budy
- Mirko Boman jako ojciec Budy
- Muhamed Cejvan jako Spiro
- Zdenka Trach jako żona Spira
- Ljiljana Vajler jako Zeka
- Ivica Pajer jako Nikolica
- Inge Ilin jako Dana
- Sima Janićijević jako Jole
- Tana Mascarelli żona Jolego
- Luka Delić jako Simleša
- Milorad Spasojević jako Marin
- Mate Ergović jako Markan
- Lela Šimecki jako żona Markana
- Milan Milošević jako Periša
- Ivona Petri jako matka Perišy, Lovrego, Dujego i Spiro
- Davor Antolić jako pomocnik maszynisty
- Zvonimir Rogoz jako starszy pan z restauracji
- Ljubica Jović jako panna z restauracji
- Branko Matić jako podejrzliwy rolnik
- Kruno Valentić jako policjant